# Truncatellina uniarmata
Truncatellina uniarmata is een slakkensoort uit de familie van de Vertiginidae. De wetenschappelijke naam van de soort is voor het eerst geldig gepubliceerd in 1850 door Kuster.